# بيتر لي (لاعب كريكت)
بيتر لي (27 أغسطس 1945 - ) (بالإنجليزية: Peter Lee)‏ هو لاعب كريكت بريطاني.

## وصلات خارجية
- بيتر لي على موقع إي آس بي آن كريك إنفو (الإنجليزية)